# Polygala aparinoides
Polygala aparinoides är en jungfrulinsväxtart som beskrevs av William Jackson Hooker och Arn.. Polygala aparinoides ingår i släktet jungfrulinssläktet, och familjen jungfrulinsväxter. Inga underarter finns listade i Catalogue of Life.